# Golfo di Corigliano
Il golfo di Corigliano è il tratto di costa in Calabria compreso tra i capi Spulico a nord e Trionto a sud, parte del golfo di Taranto.
In questo tratto di costa sono presenti due importanti strutture nella Piana di Sibari quali il Porto di Sibari, a nord, conosciuto anche come "laghi di Sibari" a carattere puramente turistico e a sud il Porto di Corigliano a carattere peschereccio-commerciale.